# 1937 w Wojsku Polskim
Kalendarium Wojska Polskiego 1937 – wydarzenia w Wojsku Polskim w roku 1937.

## 1937
- nastąpiła reorganizacja wojskowego szkolnictwa lotniczego[1]:

powołano Komendę Grupy Szkół w Warszawie, której komendantem został płk obs. Stefan Sznuk (podporządkowano jej wszystkie szkoły lotnicze)
Centrum Wyszkolenia Oficerów Lotnictwa w Dęblinie zostało przemianowane na Centrum Wyszkolenia Lotnictwa nr 1
Centrum Wyszkolenia Podoficerów Lotnictwa w Bydgoszczy zostało przemianowane na Centrum Wyszkolenia Lotnictwa nr 2
samoloty PZL-23 „Karaś” weszły na wyposażenie kilku eskadr liniowych

## Styczeń
15 stycznia
- w Ministerstwie Spraw Wojskowych zostało utworzone Dowództwo Obrony Przeciwlotniczej. Obowiązki dowódcy OPL i Inspektora Obrony Powietrznej Państwa łączył generał brygady Józef Zając. Dowódca OPL podlegał bezpośrednio Ministrowi Spraw Wojskowych[1]

## Luty
10 lutego
- Prezydent RP zatwierdził wzór sztandaru dla 3 batalionu strzelców w Rembertowie[2]

20 lutego
- minister spraw wojskowych, generał dywizji Tadeusz Kasprzycki:

ustalił datę święta 3 batalionu strzelców na dzień 24 maja;
zmienił datę święta 6 pułku strzelców konnych z 8 grudnia na 20 maja,
zmienił datę święta 32 dywizjonu artylerii lekkiej z 6 czerwca na 24 maja;
zmienił datę święta 1 pułku artylerii najcięższej z 25 września na 11 sierpnia;
nadał 11 Dywizji Piechoty nazwę wyróżniającą „Karpacka”

## Marzec
16 marca
- We Lwowie zmarł rotmistrz 6 pułku strzelców konnych Jan Gwalbert Edward Ziembicki.

18 marca
- wszedł w życie dekret Prezydenta RP z dnia 12 marca 1937 roku o służbie wojskowej oficerów. Artykuł 1 dekretu brzmiał: „Siły zbrojne stoją na straży bezpieczeństwa i praw zwierzchniczych Rzeczypospolitej Polskiej. Wskrzeszone niezłomną wolą Wodza Narodu, Pierwszego Marszałka Polski Józefa Piłsudskiego, oraz wysiłkiem i ofiarą najlepszych synów Ojczyzny mają wcielać w życie Jego wskazania i cnoty rycerskie”[4]

z dniem wejścia w życie niniejszego dekretu straciły moc obowiązującą: ustawa z dnia 23 marca 1922 roku o podstawowych obowiązkach i prawach oficerów wojska polskiego, ustawa z dnia 20 czerwca 1924 roku o podstawowych obowiązkach i prawach oficerów polskiej marynarki wojennej z pozostawieniem korpusu rzeczno-brzegowego do czasu stopniowego zlikwidowania go oraz wszelkie przepisy dotyczące przedmiotów unormowanych dekretem niniejszym;
oficerowie zawodowi zostali przemianowani na oficerów służby stałej;
dzień 19 marca danego roku został ustanowiony jako data ogłoszenia mianowania na wyższe stopnie oficerów służby stałej w czasie pokoju, z wyjątkiem oficerów mianowanych w związku z przeniesieniem w stan spoczynku; 19 marca był dniem imienin marszałka Polski Józefa Piłsudskiego → kult Józefa Piłsudskiego; tego samego dnia imieniny obchodził także marszałek Polski Edward Śmigły-Rydz.
19 marca
- Prezydent RP awansował na generała brygady pięciu pułkowników: Brunona Olbrychta (1), Stanisława Kozickiego (2), Juliusza Kleeberga (3), Zygmunta Piaseckiego (4) i Janusza Beaurain (5)[8].

20 marca
- W Otwocku zmarł pułkownik lotnictwa inżynier Michał Brunon Tłuchowski, kierownik Fabrykacji Lotniczej Dowództwa Lotnictwa Ministerstwa Spraw Wojskowych, odznaczony Złotym Krzyżem Zasługi i Medalem Niepodległości[9].

## Kwiecień
1 kwietnia
- Minister spraw wojskowych rozkazem Dep. Dow. Og. 1820. Org. Tj. nadał z dniem 1 kwietnia 1937 wielkim jednostkom kawalerii następujące nazwy:

1 Brygada Kawalerii → Mazowiecka Brygada Kawalerii,
2 Samodzielna Brygada Kawalerii → Kresowa Brygada Kawalerii,
3 Samodzielna Brygada Kawalerii → Wileńska Brygada Kawalerii,
5 Samodzielna Brygada Kawalerii → Krakowska Brygada Kawalerii,
6 Samodzielna Brygada Kawalerii → Podolska Brygada Kawalerii,
Brygada Kawalerii „Baranowicze” → Nowogródzka Brygada Kawalerii,
Brygada Kawalerii „Białystok” → Podlaska Brygada Kawalerii,
Brygada Kawalerii „Bydgoszcz” → Pomorska Brygada Kawalerii,
Brygada Kawalerii „Poznań” → Wielkopolska Brygada Kawalerii,
Brygada Kawalerii „Równe” → Wołyńska Brygada Kawalerii,
Brygada Kawalerii „Suwałki” → Suwalska Brygada Kawalerii,
2 Dywizja Kawalerii → Dywizja Kawalerii.
- zachowała swój numer 10 Brygada Kawalerii,
- rozformowano trzy brygady kawalerii: 12, 13 i 17[11].

12 kwietnia
- Minister Spraw Wojskowych:

zmienił datę święta 7 pułku artylerii ciężkiej w Poznaniu z 12 stycznia na 20 lipca;
zmienił datę święta 9 pułku artylerii ciężkiej we Włodawie z 8 września na 29 czerwca,
37 pułkowi piechoty ziemi łęczyckiej w Kutnie nadał nazwę: „37 Łęczycki Pułk Piechoty im. ks. Józefa Poniatowskiego”,
I batalionowi 49 pułku piechoty w Kołomyi nadał nazwę: „huculski batalion Legionów Polskich”
22 kwietnia
- Prezydent RP zatwierdził wzór sztandaru dla 63 pułku piechoty w Toruniu[13]

## Maj
1 maja
- Minister Spraw Wojskowych:

ustalił datę święta 6 batalionu telegraficznego w Jarosławiu na 29 czerwca,
wprowadził barwne naramienniki dla uczniów Szkoły Podchorążych Broni Pancernych
11 maja
- podniesiono banderę na kontrtorpedowcu ORP „Grom”, który został wcielony w skład okrętów Rzeczypospolitej Polskiej[15]

20 maja
- początek dziesiątego rejsu szkolnego ORP „Iskra”

23 maja

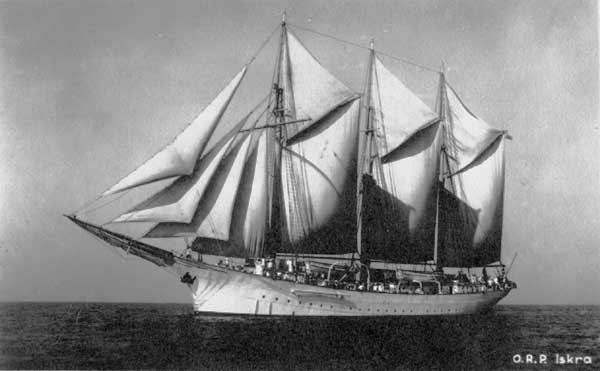
ORP „Iskra”

- Prezydent RP zatwierdził wzór sztandaru:

Szkoły Podchorążych Łączności w Zegrzu,
pułku radiotelegraficznego w Warszawie,
1 batalionu telegraficznego w Zegrzu,
5 batalionu telegraficznego w Krakowie,
6 batalionu telegraficznego w Jarosławiu,
7 batalionu telegraficznego w Poznaniu
28 maja
- Minister Spraw Wojskowych:

nadał nazwy łodziom podwodnym marynarki wojennej w budowie: „Sęp” i „Orzeł”,
zezwolił oficerom służby stałej na należenie w charakterze członków do Towarzystwa Opieki nad Zdolną a Niezamożną Młodzieżą „TOM”,
zatwierdził wzory i regulaminy odznak pamiątkowych: Centrum Wyszkolenia Piechoty w Rembertowie i 8 batalionu pancernego w Bydgoszczy,
powołał przy Wojskowym Biurze Historycznym w Warszawie Komisję Kwalifikacyjną Polskiej Organizacji Wojskowej → POW,
zarządził noszenie przez żołnierzy Oddziału Zamkowego Prezydenta RP, zamkowej kolumny samochodowej i zamkowego plutonu żandarmerii emblematu przedstawiającego godło państwowe na naramiennikach kurtek i płaszczy,
zezwolił oficerom i podoficerom zawodowym na donaszanie do 1 maja 1938 posiadanych płaszczy jednorzędowych starego typu ale wyłącznie w czasie ćwiczeń w terenie,
ustalił sposób noszenia białej broni bocznej (kordzik, bagnet) przez żołnierzy broni pancernych,
nadał 11 pułkowi ułanów w Ciechanowie nazwę wyróżniającą „ułanów legionowych” oraz ustanowił Marszałka Edwarda Śmigłego-Rydza honorowym Szefem Pułku,
nadał 25 pułkowi artylerii lekkiej w Kaliszu nazwę wyróżniającą „Ziemi Kaliskiej”,
koszarom 10 pułku piechoty w Łowiczu nadał nazwę „Koszary imienia Marszałka Edwarda Śmigłego-Rydza”

## Czerwiec
19 czerwca
- Minister Spraw Wojskowych[18]:

przesunął datę święta pułkowego 54 pułku piechoty z 11 kwietnia na dzień 28 czerwca,
zatwierdził wzory i regulaminy odznak pamiątkowych pod nazwą: znak wojsk łączności, 1 batalionu telegraficznego, 6 batalionu telegraficznego, 1 batalionu mostów kolejowych, Szkoły Podchorążych Łączności.
24 czerwca
- Prezydent Rzeczypospolitej Polskiej zatwierdził wzór sztandaru dla 1 batalionu morskiego[19]

28 czerwca
- Prezydent Rzeczypospolitej Polskiej jako Zwierzchnik Sił Zbrojnych na podstawie art. 63 ust. (1) ustawy konstytucyjnej oraz art. 2 § 1 dekretu Prezydenta Rzeczypospolitej z dnia 9 maja 1936 r. o sprawowaniu zwierzchnictwa nad Siłami Zbrojnymi (Dz. U. R.P. Nr 38 poz. 286) nadał 57 pułkowi piechoty wielkopolskiej nazwę: „57 Pułk Piechoty Karola II Króla Rumunii”[20].

## Lipiec
1 lipca
- generał brygady Stanisław Miller został wyznaczony na stanowisko generała do prac artyleryjskich przy Generalnym Inspektorze Sił Zbrojnych

17 lipca
- Minister Spraw Wojskowych zmienił datę święta pułkowego 18 pułku artylerii lekkiej z dnia 26 września na dzień 6 czerwca[19]:

## Sierpień
5 sierpnia
- Minister Spraw Wojskowych[21]:

1 pułkowi artylerii przeciwlotniczej nadał nazwę: „1 pułk artylerii przeciwlotniczej im. Marszałka Edwarda Śmigłego-Rydza”
zatwierdził regulamin odznaki pamiątkowej 15 pułku ułanów poznańskich
8 sierpnia
- Prezydent Rzeczypospolitej Polskiej zatwierdził wzór sztandaru dla Szkoły Podchorążych Lotnictwa[21]

20 sierpnia
- w Sadkowie została utworzona Szkoła Podchorążych Rezerwy Lotnictwa dla personelu latającego, której komendantem został major pilot Alfons Beseliak[1]

23 sierpnia
- Minister Spraw Wojskowych zmienił datę święta pułkowego 13 pułku artylerii lekkiej z 9 września na dzień 13 sierpnia[22].

## Wrzesień
- w Legionowie k. Warszawy odbył się pierwszy Wojskowy Kurs Spadochronowy[1]

3 września
- w czasie manewrów wojskowych w Wieliszewie k. Legionowa w obecności 10 tys. widzów z Warszawy odbył się pierwszy desant spadochronowy wykonany przez 60 skoczków[1]

25 września
- Minister Spraw Wojskowych[23]:

skreślił ORP „Sławomir Czerwiński” i hulk „Lwów” z listy okrętów i statków wojennych floty
ustalił datę święta pułkowego 1 dywizjonu pomiarów art. na dzień 1 października oraz zmienił datę święta pułkowego 28 pułku artylerii lekkiej z dnia 7 września na dzień 6 czerwca
zatwierdził wzór i regulamin odznaki pamiątkowej 1 dywizjonu pom. art. oraz 1 batalionu morskiego
utworzył Wojskowy Sąd Marynarski z siedzibą w Gdyni
72 pułkowi piechoty nadał nazwę: „72 pułk piechoty imienia pułkownika Dionizego Czachowskiego”
Korpusowi Kadetów nr 2 nadał nazwę: „Korpus Kadetów nr 2 imienia Marszałka Edwarda Śmigłego-Rydza”
4 Szpitalowi Okręgowemu nadał nazwę: „4 Szpital Okręgowy imienia generała dywizji doktora Felicjana Sławoja Składkowskiego”
zatwierdził marsz ułożony przez por. kplm. Franciszka Gorzelniawskiego jako marsz pułkowy 2 pułku piechoty Legionów
28 września
- koniec dziesiątego rejsu szkolnego ORP "Iskra"; okręt zawinął do portów: Hawr, Lizbona, Cagliari, Casablanca, Ponta Delgada, Cherbourg

## Październik
1 października
- Wszedł w życie nowy podział terytorialny i składy osobowe jednostek przysposobienia wojskowego i wychowania fizycznego na terenach okręgów korpusów, Korpusu Ochrony Pogranicza i Floty Wojennej, zatwierdzony przez ministra spraw wojskowych rozkazem Dep. Dow. Og. 5579/Org. Tj. Jednocześnie minister spraw wojskowych unieważnił organizację i podział terytorialny przysposobienia wojskowego, ogłoszony w Dodatku Tajnym do Dz. Rozk. nr 7/36, poz. 46 wraz z późniejszymi uzupełnieniami i poprawkami[24][25][26].

5 października
- Prezydent Rzeczypospolitej Polskiej zatwierdził wzór sztandaru dla 2 pułku artylerii lekkiej Legionów[27].

15 października
- Prezydent Rzeczypospolitej Polskiej zatwierdził wzór sztandaru dla 1 pułku artylerii lekkiej Legionów[27].

17 października
- W Wejherowie minister spraw wojskowych, generał dywizji Tadeusz Kasprzycki, w imieniu Prezydenta RP, wręczył sztandar 1 Morskiemu Batalionu Strzelców.
- Na uroczystym posiedzeniu Rady Miejskiej Wejherowa nadano Generalnemu Inspektorowi Sił Zbrojnych, marszałkowi Polski Edwardowi Śmigły-Rydzowi obywatelstwo honorowe miasta Wejherowa[28].
- W Warszawie II wiceminister spraw wojskowych, generał brygady inżynier Aleksander Litwinowicz, w imieniu Prezydenta RP, promował na pierwszy stopień oficerski podchorążych Szkoły Podchorążych Sanitarnych. Prymusem został podporucznik Zygmunt Chojecki[29].
- W Drozdowszczyźnie, w 13 rocznicę objęcia służby na granicy, odbyło się poświęcenie kościółka pod wezwaniem św. Trójcy, wybudowanego dzięki poparciu KOP i ofiar społeczeństwa gminy prozorockiej, a następnie, w obecności wojewody wileńskiego, Ludwika Bociańskiego, dokonano uroczystego wręczenia Batalionowi KOP „Podświle” karabinu maszynowego, ufundowanego przez miejscową ludność w ramach zbiórki FON[30].

26 października
- Minister Spraw Wojskowych zatwierdził:

nowy wzór odznaki pamiątkowej 2 pułku artylerii lekkiej Legionów,
wzór i regulamin odznaki naukowej Wyższej Szkoły Lotniczej.

## Listopad
2 listopada
- Prezydent Rzeczypospolitej Polskiej zatwierdził[31]:

wzór sztandaru dla 8 pułku artylerii lekkiej i 6 dywizjonu artylerii konnej
4 listopada
- przy Sztabie Głównym został utworzony Sztab Lotniczy
- pułkownik obserwator Stanisław Ujejski został szefem Sztabu Lotniczego[1]

6 listopada
- major pilot Stanisław Skarżyński otrzymał od Międzynarodowej Federacji Lotniczej (FAI) „Medal Bleriota” za przelot Atlantyku Południowego[1]

23 listopada
- Minister Spraw Wojskowych[31]:

zatwierdził nowy wzór i regulamin odznaki pamiątkowej 41 suwalskiego pułku piechoty im. Marszałka Józefa Piłsudskiego
Szkole Podchorążych Rezerwy Artylerii we Włodzimierzu Wołyńskim nadał nazwę: „Wołyńska Szkoła Podchorążych Rezerwy Artylerii im. Marcina Kątskiego”,
Szkole Podchorążych Rezerwy Artylerii w Zambrowie nadał nazwę: „Mazowiecka Szkoła Podchorążych Rezerwy Artylerii im. gen. Józefa Bema”
24 listopada
- Prezydent RP podpisał dekret o znakach wojska i marynarki wojennej; w rozumieniu dekretu:

znakiem w wojsku był: sztandar, flaga i szachownica lotnicza,
znakiem w marynarce wojennej była: bandera wojenna, znak dowódcy okrętu i proporzec marynarki wojennej
oznaczeniem (odróżnieniem, wyróżnieniem) w wojsku były: proporce i buńczuki, znaki dowódców, znaki oddziałowe, chorągiewki i płomienie
oznaczeniem w marynarce wojennej były flagi i proporczyki dowódców oraz inne flagi i proporczyki
flagami w wojsku były: flaga wojskowych statków żeglugi śródlądowej i flaga wojskowych portów lotniczych oraz wojskowa flaga balonowa
prawo posiadania sztandaru służyło wyłącznie formacjom liniowym wojska, liniowym oddziałom lądowym marynarki wojennej oraz szkołom kształcącym na oficerów służby stałej lub podoficerów zawodowych
sztandar składał się z płatu, orła, drzewca i kokardy
dekret określał wzory znaków i wszedł w życie z dniem ogłoszenia - 28 stycznia 1938
25 listopada
- podniesiono banderę na kontrtorpedowcu ORP „Błyskawica”, który został wcielony w skład okrętów Rzeczypospolitej Polskiej

## Grudzień
4 grudnia
- Prezydent RP zatwierdził wzór sztandaru:

10 pułku kaniowskiego artylerii lekkiej w Łodzi,
16 pułku artylerii lekkiej w Grudziądzu,
18 pułku artylerii lekkiej w Łomży,
21 pułku artylerii lekkiej w Białej,
32 dywizjonu artylerii lekkiej w Rembertowie,
Szkoły Podchorążych Artylerii w Toruniu
10 grudnia
- Prezydent RP zatwierdził wzór sztandaru:

4 pułk artylerii lekkiej w Inowrocławiu,
6 pułku artylerii lekkiej w Krakowie,
19 pułku artylerii lekkiej w Nowej Wilejce, Mołodecznie i Lidzie,
25 pułku artylerii lekkiej Ziemi Kaliskiej w Kaliszu,
31 pułku artylerii lekkiej w Toruniu,
11 dywizjonu artylerii konnej w Bydgoszczy
- I Wiceminister Spraw Wojskowych, generał brygady Janusz Głuchowski wprowadził do użytku służbowego regulamin artylerii przeciwlotniczej „Działoczyny przy 40 mm armacie przeciwlotniczej wz. 1936 {\displaystyle {\tfrac {Art.2-1}{1937}}}”[35] → działoczyny

14 grudnia
- Minister Spraw Wojskowych:

zezwolił na zmianę daty święta 1 pułku strzelców podhalańskich w Nowym Sączu z 6 sierpnia na 26 maja,
zatwierdził wzory i regulaminy odznak pamiątkowych: 2 pułku artylerii ciężkiej w Chełmie oraz 1 batalionu pancernego w Poznaniu i 3 batalionu pancernego w Warszawie,
nadał 6 dywizjonowi artylerii konnej w Stanisławowie imię patrona „Generała Romana Sołtyka”,
nadał 26 pułkowi artylerii lekkiej w Skierniewicach imię patrona „Króla Władysława IV”,
zatwierdził wzór flagi Generalnego Inspektora Sił Zbrojnych dla Marynarki Wojennej
16 grudnia
- Prezydent RP zatwierdził wzór sztandaru:

3 pułku artylerii lekkiej Legionów w Zamościu,
7 pułku artylerii lekkiej w Częstochowie,
4 pułku artylerii ciężkiej w Łodzi i Tomaszowie Mazowieckim,
6 pułku artylerii ciężkiej we Lwowie,
8 pułku artylerii ciężkiej w Toruniu,
1 pułku artylerii najcięższej w Górze Kalwarii,
1 dywizjonu pomiarów artylerii w Toruniu
31 grudnia
- minister spraw wojskowych, generał dywizji Tadeusz Kasprzycki nadał:

82 pułkowi piechoty w Brześciu nazwę „82 syberyjski pułk piechoty imienia Tadeusza Kościuszki”,
83 pułkowi piechoty w Kobryniu nazwę „83 pułk strzelców poleskich imienia Romualda Traugutta”,
7 pułkowi ułanów w Mińsku Mazowieckim nazwę „7 pułk ułanów lubelskich imienia generała Kazimierza Sosnkowskiego”,
16 pułkowi ułanów w Bydgoszczy nazwę „16 pułk ułanów wielkopolskich imienia generała dywizji Gustawa Orlicz-Dreszera”,
33 dywizjonowi artylerii lekkiej w Wilnie nazwę wyróżniającą „wileński”,
koszarom 6 dywizjonu żandarmerii we Lwowie nazwę „Koszary imienia Generała Inż. Aleksandra Litwinowicza”,
- minister spraw wojskowych rozkazem Dep. Dow. Og. 6252 Org. Tj. utworzył stanowisko Delegata Ministra Spraw Wojskowych przy Ministrze Wyznań Religijnych i Oświecenia Publicznego[39].